# Uhorská Ves

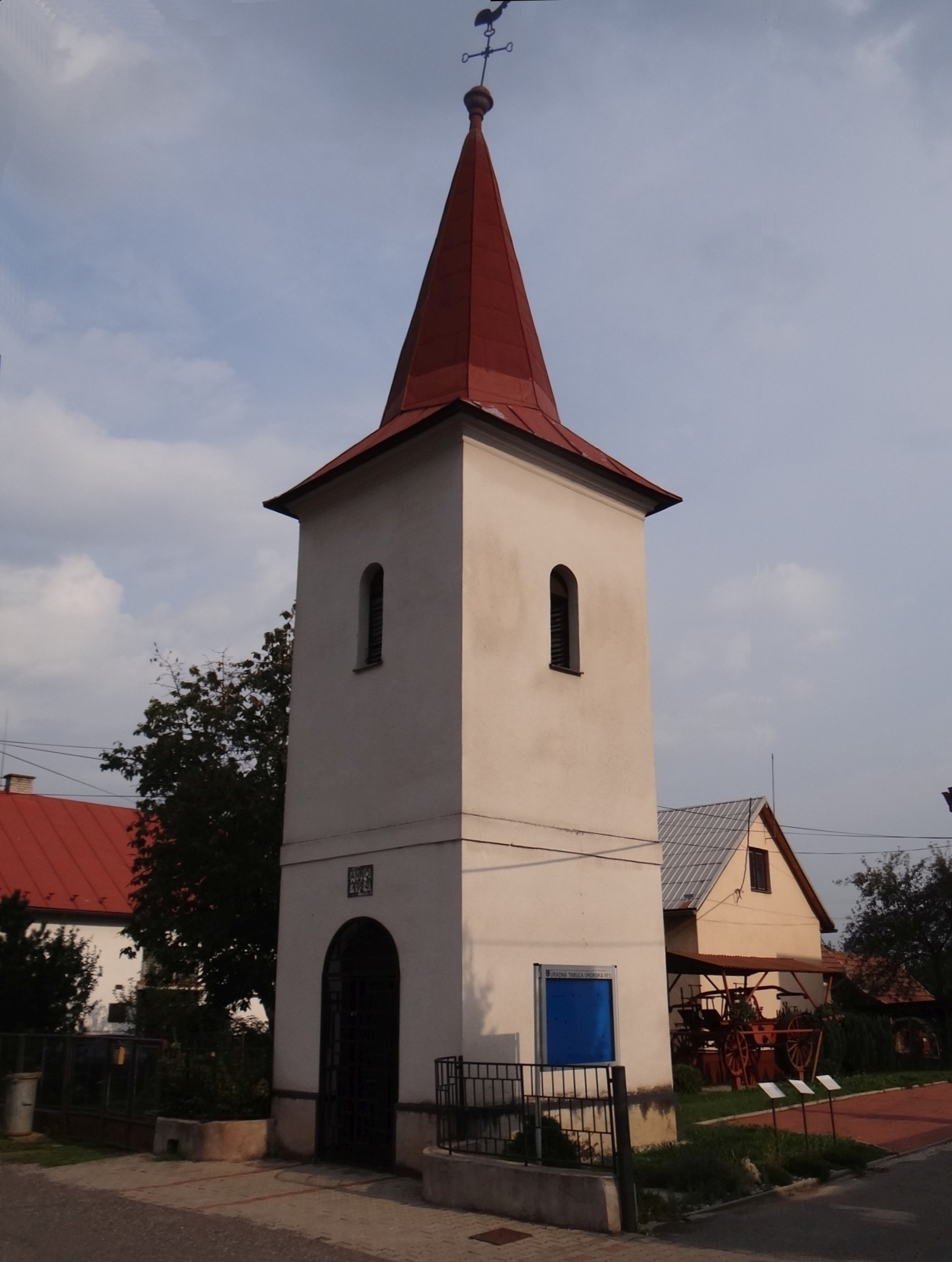

Uhorská Ves (deutsch Ungereiden, ungarisch Magyarfalu) ist eine Gemeinde im Norden der Slowakei mit 573 Einwohnern (Stand 31. Dezember 2024), die zum Okres Liptovský Mikuláš, einem Teil des Žilinský kraj gehört und zur traditionellen Landschaft Liptau gezählt wird.

## Geographie
Die Gemeinde befindet sich im Talkessel Liptovská kotlina (Teil der größeren Podtatranská kotlina) am linken Ufer der Waag. Das Ortszentrum liegt auf einer Höhe von 608 m n.m. und ist sieben Kilometer von Liptovský Mikuláš entfernt.
Nördlich des Ortes befindet sich eine Sauerquelle.
Nachbargemeinden sind Beňadiková im Norden, Jamník im Nordosten, Podtureň im Osten und Liptovský Ján im Süden und Westen; die Exklave Vislavce grenzt zudem an Liptovská Porúbka.

## Geschichte
Uhorská Ves wurde zum ersten Mal 1230 als Mogiorfolu schriftlich erwähnt; es soll sich um die älteste belegte Ortschaft in der Liptau handeln. Damals war das zum Ort gehörende Gebiet weitaus größer, im Verlaufe der Zeit trennten sich jedoch Dörfer wie Hybe, Beňadiková, Liptovský Ondrej, Konská und weitere aus. Früher war das Dorf von den Grenzwächtern bewohnt, später gehörte es zum Geschlecht Szentiványi. 1828 zählte man 24 Häuser und 238 Einwohner, die in Flößerei, Holzverarbeitung und Landwirtschaft beschäftigt waren.
Bis 1918 gehörte der im Komitat Liptau liegende Ort zum Königreich Ungarn und kam danach zur Tschechoslowakei beziehungsweise heute Slowakei.

## Bevölkerung
| Jahr                | 1994 | 2004    | 2014    | 2024     |
| ------------------- | ---- | ------- | ------- | -------- |
| Anzahl der Personen | 437  | 433     | 471     | 573      |
| Unterschied         |      | −0,91 % | +8,77 % | +21,65 % |

| Jahr                | 2023 | 2024    |
| ------------------- | ---- | ------- |
| Anzahl der Personen | 576  | 573     |
| Unterschied         |      | −0,52 % |

Nach der Volkszählung 2011 wohnten in Uhorská Ves 459 Einwohner, davon 440 Slowaken, fünf Roma und ein Tscheche; zwei Einwohner waren anderer Ethnie. Elf Einwohner machten keine Angaben. 157 Einwohner bekannten sich zur evangelischen Kirche A. B., 138 Einwohner zur römisch-katholischen Kirche, vier Einwohner zur apostolischen Kirche, drei Einwohner zur evangelisch-methodistischen Kirche, zwei Einwohner zur griechisch-katholischen Kirche und jeweils ein Einwohner zu den Siebenten-Tags-Adventisten und Zeugen Jehovas und zur Brüderkirche und tschechoslowakisch-hussitischen Kirche; zwei Einwohner waren anderer Konfession. 118 Einwohner waren konfessionslos und bei 31 Einwohnern wurde die Konfession nicht ermittelt.
Ergebnisse nach der Volkszählung 2001 (444 Einwohner):
| Nach Ethnie: - 96,17 % Slowaken - 1,35 % Roma - 0,23 % Deutsche | Nach Konfession: - 42,12 % evangelisch - 29,28 % römisch-katholisch - 22,30 % konfessionslos - 4,73 % keine Angabe - 0,68 % griechisch-katholisch |